# Musa acuminata
Il banano (Musa acuminata Colla, 1820) è una pianta appartenente alla famiglia delle Musaceae originaria del sud-est asiatico.
Esistono più di mille cultivar ottenute dalla ibridazione con M. balbisiana, che producono la maggior parte delle banane commestibili in commercio.

## Descrizione

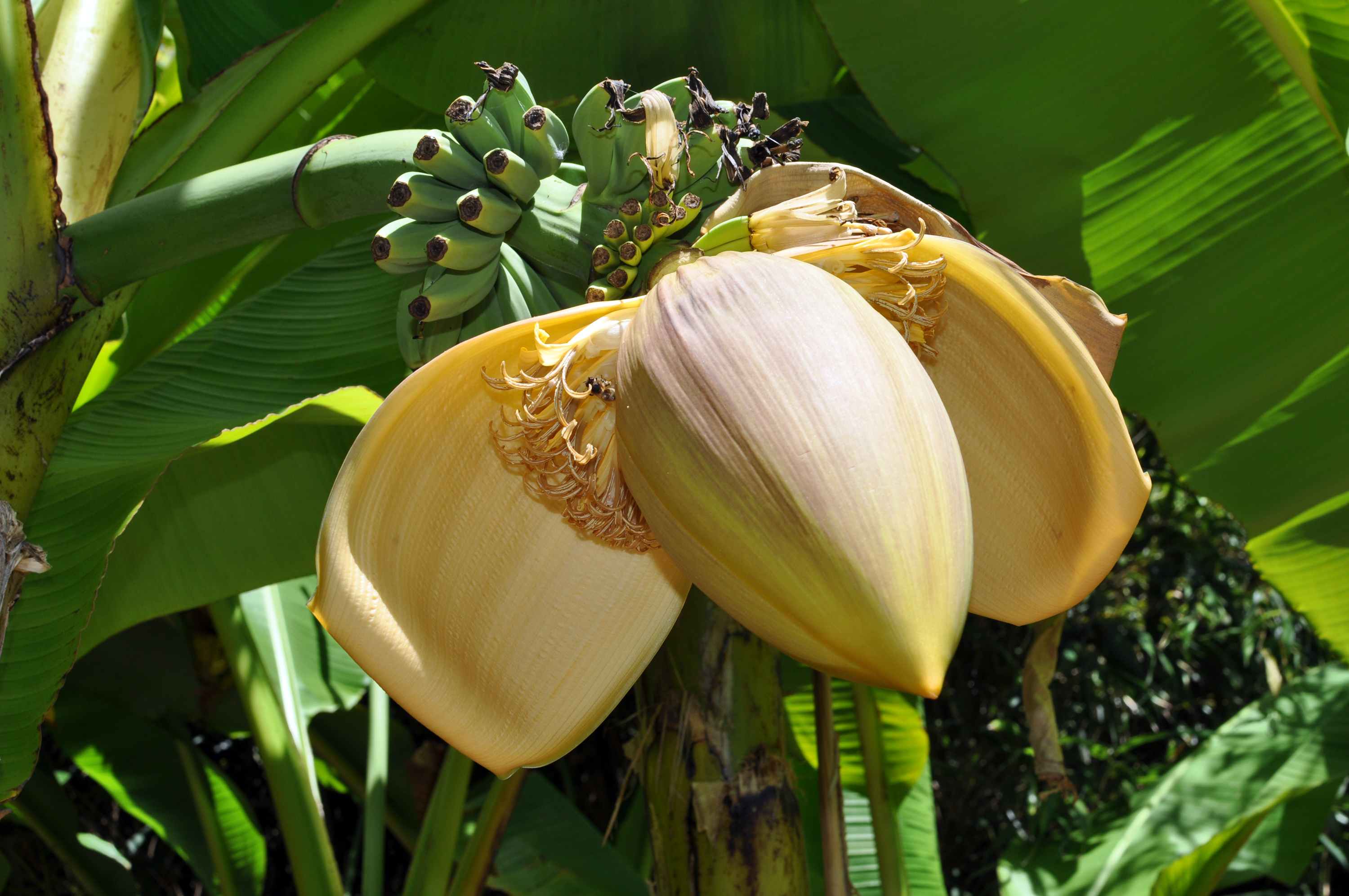
Infiorescenza

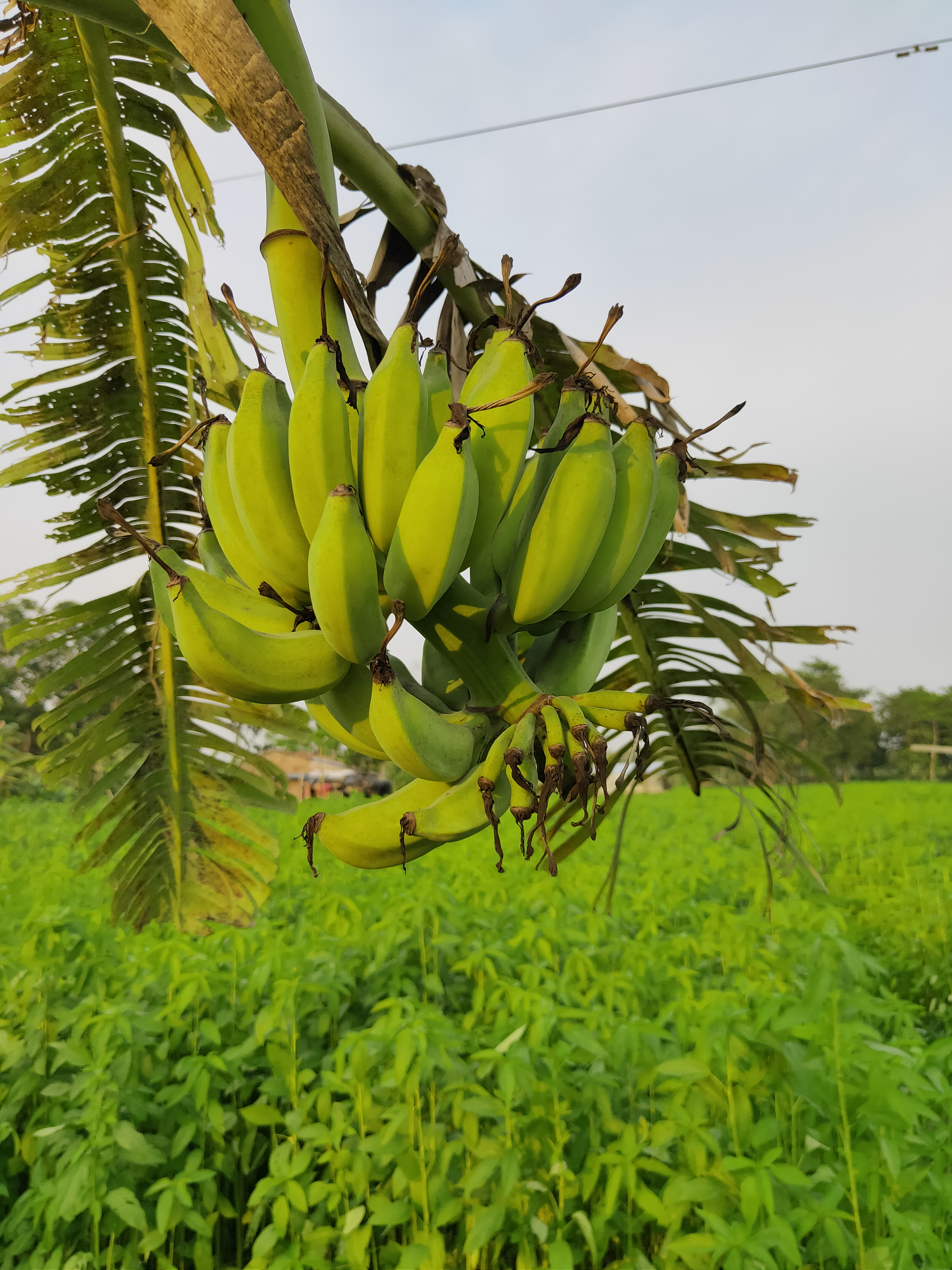
Casco di frutti

Musa acuminata è classificata dai botanici come pianta erbacea, sempreverde e perenne, ma non come albero. Il tronco (noto come pseudofusto) è costituito da strati fittamente compressi di guaine fogliari che emergono da bulbi completamente o parzialmente interrati. Le foglie si trovano nella parte superiore delle guaine fogliari, o piccioli e la lamina è lunga fino a 6,7 m di lunghezza e 1 m di larghezza.
L'infiorescenza cresce orizzontalmente o obliquamente dal tronco. I singoli fiori sono di colore bianco-giallastro e sono negativamente geotropici (cioè crescono verso l'alto e lontano dal suolo). In un'unica infiorescenza sono presenti sia fiori maschili che femminili. I fiori femminili si trovano vicino alla base (e si sviluppano in frutti), mentre i fiori maschili si trovano sulla punta più alta del germoglio a forma di apice, tra le brattee coriacee.
I frutti allungati sono bacche, la cui dimensione dipende dal numero di semi che contengono. Ogni frutto può contenere da 15 a 62 semi.
I semi di M. acuminata selvatica misurano circa 5-6 mm di diametro. Hanno una forma subglobosa o spigolosa e sono molto duri. Il piccolo embrione si trova all'estremità del micropilo. M. acuminata selvatica è diploide con 2 n = 2 x = 22 cromosomi, mentre le varietà coltivate (cultivar) sono per lo più triploidi (2 n = 3 x = 33) e partenocarpiche, ovvero producono frutti senza semi. Le cultivar di banane da dessert più note appartengono al sottogruppo Cavendish. Queste cultivar ad alta resa sono state prodotte attraverso la selezione delle mutazioni naturali risultanti dalla normale propagazione vegetativa della coltivazione delle banane. Il rapporto tra polpa e semi aumenta drasticamente nelle cultivar commestibili senza semi: i semi piccoli e in gran parte sterili sono ora circondati da una polpa commestibile 23 volte più grande di loro. I semi stessi sono ridotti a minuscole macchie nere lungo l'asse centrale del frutto.

## Distribuzione e habitat
Questa specie è presente con la sua forma selvatica in Bangladesh, Cina (Yunnan, Guangxi), India (Kerala, Andamane, Nicobare), Indonesia (Giava, Sumatra, Sulawesi, Kalimantan, Molucche), Malaysia (Sabah, Sarawak), Myanmar, Filippine, Sri Lanka, Thailandia e Vietnam. Le sue cultivar vengono coltivate anche in altri continenti, come Africa e America meridionale. La forma selvatica vegeta fino a 1400 m, in foreste umide sempreverdi.
M. acuminata predilige i climi tropicali umidi, in contrasto con la più resistente M. balbisiana, la specie con cui si è ampiamente ibridata per fornire quasi tutte le moderne cultivar di banane commestibili. Si pensa che la successiva diffusione della specie al di fuori della sua regione nativa sia esclusivamente il risultato dell'intervento umano. I primi agricoltori introdussero M. acuminata nell'areale nativo di M. balbisiana, dando luogo all'ibridazione e allo sviluppo di cloni commestibili moderni.

## Ecologia
Musa acuminata selvatica si propaga per via sessuale tramite semi o per via asessuata tramite polloni. Le cultivar partenocarpiche commestibili sono solitamente coltivate tramite polloni in piantagioni o clonate tramite coltura tissutale. I semi vengono ancora utilizzati nella ricerca per lo sviluppo di nuove cultivar.
M. acuminata è una specie pioniera. Sfrutta rapidamente le aree appena disturbate, come quelle recentemente colpite da incendi boschivi  È anche considerata una specie chiave in determinati ecosistemi, poiché apre la strada a una maggiore diversità della fauna selvatica una volta che si è insediata in un'area. È particolarmente importante come fonte di cibo per la fauna selvatica a causa della sua rapida rigenerazione.
M. acuminata produce fiori che, per la loro stessa struttura, rendono difficile l'autoimpollinazione. Ci vogliono circa quattro mesi perché i fiori si trasformino in frutti, con i grappoli di frutti alla base che maturano prima di quelli sulla punta.
Una grande varietà di animali selvatici si nutre dei suoi frutti. Tra questi rientrano pipistrelli frugivori, uccelli, scoiattoli, tupaie, zibetti, ratti, topi, e scimmie. Questi animali sono importanti anche per la dispersione dei semi.
I semi maturi germinano facilmente 2 o 3 settimane dopo la semina. Non germogliati, possono rimanere vitali da pochi mesi a due anni di conservazione. Tuttavia, gli studi dimostrano che le piantine clonate hanno molte più probabilità di sopravvivere rispetto alle piantine germinate dai semi.

## Domesticazione
Nel 1955, Norman Simmonds e Ken Shepherd hanno rivisto la classificazione delle banane commestibili moderne in base alla loro origine genetica. La loro classificazione dipende da quante delle caratteristiche delle due specie ancestrali (Musa acuminata e Musa balbisiana) sono esibite dalle cultivar. La maggior parte delle cultivar di banana che presentano genomi puri o in gran parte di Musa acuminata sono banane da dessert, mentre gli ibridi di M. acuminata e M. balbisiana sono per lo più banane da cucina o platani.
Musa acuminata è una delle prime piante ad essere addomesticata dall'uomo per l'agricoltura, 7.000 anni fa in Nuova Guinea e Wallacea. È stato ipotizzato che M. acuminata possa essere stata originariamente domesticata per parti diverse dal frutto. Sia per la fibra, sia per i materiali da costruzione, sia per la sua gemma maschile commestibile. Furono selezionati precocemente per la partenocarpia e la sterilità dei semi nei loro frutti, un processo che potrebbe aver richiesto migliaia di anni. Ciò portò inizialmente alla creazione dei primi cloni diploidi di banana commestibili per l'uomo (moderne cultivar AA). I cloni diploidi sono ancora in grado di produrre semi vitali quando vengono impollinati da specie selvatiche. Ciò ha portato allo sviluppo di cloni triploidi che sono stati conservati per i loro frutti più grandi.
M. acuminata fu in seguito introdotta nell'Indocina continentale nell'areale di un'altra specie ancestrale di banana selvatica, Musa balbisiana, una specie più resistente e con una diversità genetica inferiore rispetto alla M. acuminata. L'ibridazione tra i due ha dato origine a cultivar commestibili resistenti alla siccità. Le moderne cultivar commestibili di banana e platano derivano da permutazioni di ibridazione e poliploidia delle due.

## Tassonomia
Attualmente vengono accettate 6 sottospecie e 3 varietà:
- Musa acuminata subsp. errans (Blanco) R.V.Valmayor
- Musa acuminata subsp. halabanensis (Meijer) M.Hotta
- Musa acuminata subsp. malaccensis (Ridl.) N.W.Simmonds
- Musa acuminata subsp. microcarpa (Becc.) N.W.Simmonds
- Musa acuminata subsp. siamea N.W.Simmonds
- Musa acuminata subsp. truncata (Ridl.) Kiew
- Musa acuminata var. chinensis Häkkinen & H.Wang
- Musa acuminata var. sumatrana (Becc.) Nasution
- Musa acuminata var. tomentosa (Warb. ex K.Schum.) Nasution

### Sinonimi
Sono stati riportati i seguenti sinonimi:
- Musa acuminata var. alasensis Nasution
- Musa acuminata var. bantamensis Nasution
- Musa acuminata var. breviformis Nasution
- Musa acuminata var. cerifera (Backer) Nasution
- Musa acuminata var. longipetiolata Nasution
- Musa acuminata var. nakaii Nasution
- Musa acuminata var. rutilipes (Backer) Nasution
- Musa acuminata var. violacea Kurz
- Musa acuminata var. zebrina (Van Houtte ex Planch.) Nasution
- Musa brieyi De Wild.
- Musa cavendishii Lamb
- Musa cavendishii var. hawaiiensis N.G.Teodoro
- Musa cavendishii var. pumila N.G.Teodoro
- Musa cerifera (Backer) Nakai
- Musa corniculata Kurz
- Musa × paradisiaca var. pumila G.Forst.
- Musa rhinozerotis Kurz
- Musa rumphiana Kurz
- Musa × sapientum var. pumila (N.G.Teodoro) Merr.
- Musa simiarum Miq.
- Musa simiarum Kurz
- Musa simiarum var. violacea Kurz
- Musa zebrina Van Houtte ex Planch.
- Musa zebrina f. cerifera Backer
- Musa zebrina f. rutilipes Backer

## Conservazione
La consistenza dell'areale primario non è conosciuta, ma si stima che l'areale secondario sia di circa 13 milioni di km²; lo stato di conservazione presenta criticità a livello regionale (Sri Lanka, Thailandia) a causa del degrado progressivo dell'habitat provocato dalla deforestazione, ma a livello globale viene classificata come specie a rischio minimo (least concern in inglese) nella Lista rossa IUCN.